# Anomalocera patersonii
Anomalocera patersonii är en kräftdjursart som beskrevs av Robert Templeton 1837. Anomalocera patersonii ingår i släktet Anomalocera, och familjen Pontellidae. Det är osäkert om arten förekommer i Sverige.